# Melinnacheres terebellidis
Melinnacheres terebellidis is een eenoogkreeftjessoort uit de familie van de Saccopsidae. De wetenschappelijke naam van de soort is voor het eerst geldig gepubliceerd in 1878 door Levinsen.